# Scheßlitz
Scheßlitz (ⓘ) (bambergisch: Schäätz) ist eine Stadt im oberfränkischen Landkreis Bamberg und zählt zur Metropolregion Nürnberg.

## Geografie

### Lage
Die Stadt liegt am Aufstieg zur Fränkischen Schweiz an der A 70 zwischen Bamberg und Bayreuth.
Die Stadt ist umgeben von folgenden Hügeln:
- Stammberg (559 m)
- Giechburg (530 m)
- Gügel (515 m)
- Kulm (553 m)
- Heidenstein (577 m)
- Rabenstein (572 m)
- Würgauer Höhe (518 m)
- Reisberg (554 m)
- Roter Stein (518 m)
- Wattendorfer Höhe (555 m)
- Hohe Metze (577 m)

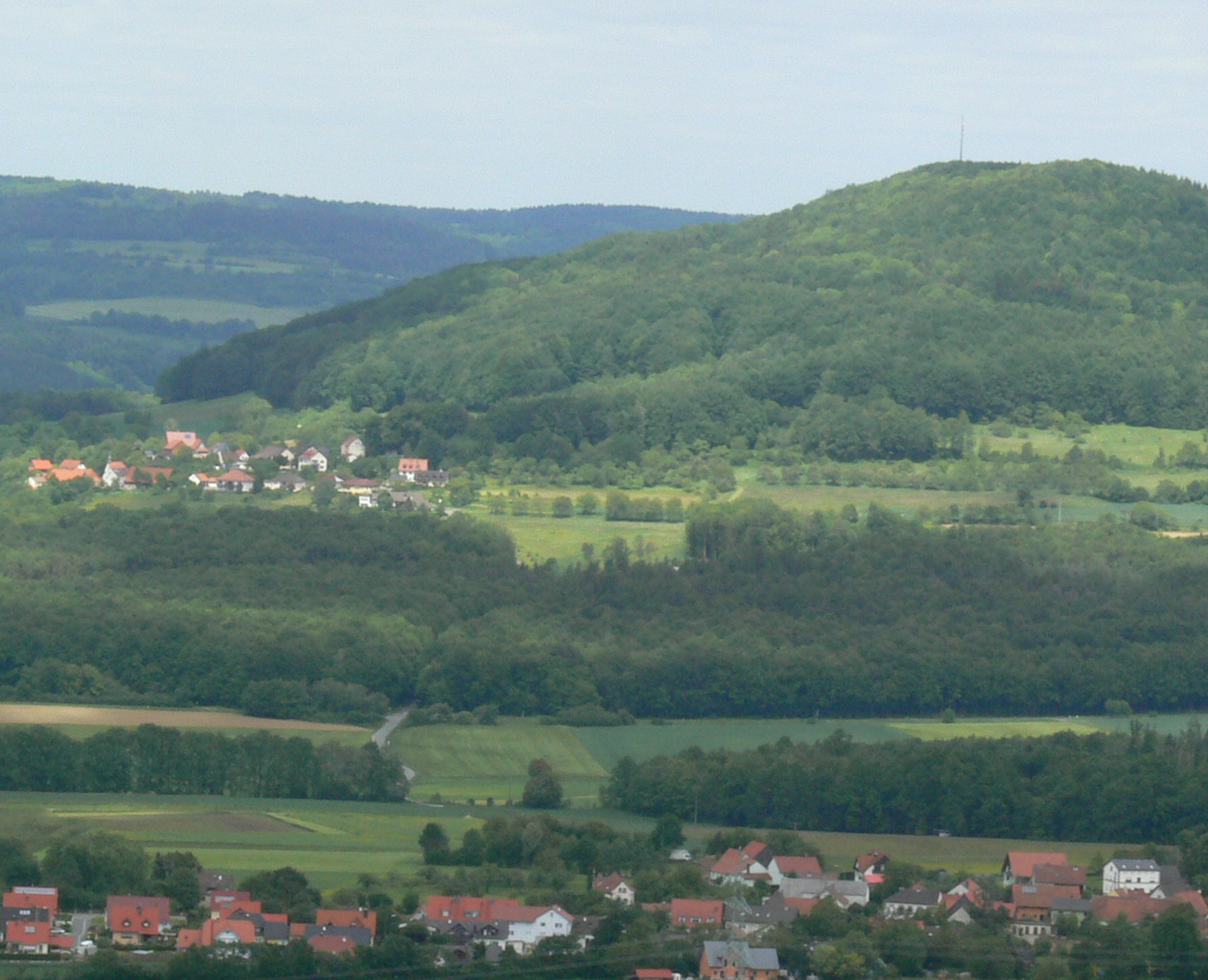
Blick auf den Reisberg

Die geschützte Lage des Talkessels mit den dort zusammenlaufenden Straßen von Heiligenstadt, Hollfeld, Weismain, Bad Staffelstein und Zapfendorf begünstigte Siedlungen in vorgeschichtlicher Zeit.

### Nachbargemeinden
Nachbargemeinden sind (im Norden beginnend im Uhrzeigersinn): Bad Staffelstein (Landkreis Lichtenfels), Wattendorf, Stadelhofen, Königsfeld, Litzendorf, Memmelsdorf, Breitengüßbach, Zapfendorf und Ebensfeld (Landkreis Lichtenfels).

### Gemeindegliederung
Im Zuge der Gebietsreform in Bayern wurden zahlreiche umliegende Gemeinden in die Stadt eingemeindet (1. Juli 1972 und 1. Mai 1978), wodurch sie zur flächengrößten Gemeinde des Landkreises wurde. Sie besteht aus 30 Gemeindeteilen:
|  | Burgellern       | 414 Einwohner  | 1972 eingemeindet Eine ehemalige Burg und der Ellerbach prägten den Namen des Ortes.                                                                  |
|  | Burglesau        | 175 Einwohner  | 1978 eingemeindet Der Name Lesen ist wohl slawischer Herkunft und bedeutet Walddorf.                                                                  |
|  | Demmelsdorf      | 300 Einwohner  | 1978 eingemeindet Das Dorf hatte bis zur Zeit des Nationalsozialismus eine starke jüdische Bevölkerung.                                               |
|  | Dörrnwasserlos   | 70 Einwohner   | 1978 eingemeindet (zusammen mit Stübig) Der Name bedeutet wohl zur dürren oder dornigen Wasserlöse.                                                   |
|  | Doschendorf      | 20 Einwohner   | |
|  | Ehrl             | 110 Einwohner  | 1978 eingemeindet Spitzname Bachstelzer. Als der Bach noch flache Ufer hatte, überquerte man ihn mit Stelzen.                                         |
|  | Giechburg        | 2 Einwohner    | Die Besiedlung des Giechburgplateaus ist bis in die Steinzeit nachweisbar.                                                                            |
|  | Gügel            | 0 Einwohner    | Die Wallfahrtskirche steht hoch auf einem Felsen mit Sichtverbindung zur Giechburg.                                                                   |
|  | Köttensdorf      | 122 Einwohner  | |
|  | Kübelstein       | 138 Einwohner  | 1978 eingemeindet Der Name könnte mit einem Felsen, der die Form eines Kübels hatte, zusammenhängen.                                                  |
|  | Ludwag           | 128 Einwohner  | 1978 eingemeindet Vermutlich gehörte Ludwag zu den 14 Slawenkirchen, die Kaiser Karl der Große 793 gründen ließ.                                      |
|  | Neudorf          | 112 Einwohner  | 1978 eingemeindet |
|  | Pausdorf         | 105 Einwohner  | 1972 eingemeindet |
|  | Peulendorf       | 171 Einwohner  | 1978 eingemeindet Die erste urkundliche Erwähnung als Dorf des Bulo/Pulo/Puolo erfolgte im Jahr 1293.                                                 |
|  | Pünzendorf       | 70 Einwohner   | Durch die geschützte Lage ist der Ort bekannt für seine Kirschen.                                                                                     |
|  | Roschlaub        | 73 Einwohner   | 1978 eingemeindet (zusammen mit Stübig) |
|  | Roßdach          | 78 Einwohner   | |
|  | Scheßlitz        | 2721 Einwohner | |
|  | Schlappenreuth   | 93 Einwohner   | |
|  | Schrautershof    | 3 Einwohner    | Schrautershof im Vordergrund, liegt in der Nähe der Giechburg und ist fast vollständig von Wald umgeben.                                              |
|  | Schweisdorf      | 170 Einwohner  | 1978 eingemeindet Im Ort befindet sich eine Johanneskapelle, die früher bei Oberhaid stand und 1862 Stein für Stein nach Schweisdorf umgesetzt wurde. |
|  | Starkenschwind   | 162 Einwohner  | |
|  | Straßgiech       | 518 Einwohner  | 1978 eingegliedert (zusammen mit Wiesengiech als Giech)                                                                                               |
|  | Stübig           | 200 Einwohner  | 1978 eingemeindet Stubich bezeichnet im Mittelhochdeutschen Reisig, was auf eine mit Niederholz und Gestrüpp bewachsene Gegend hindeutet.             |
|  | Weichenwasserlos | 73 Einwohner   | 1978 eingemeindet Der Name bezieht sich auf den geologischen Standort (zur weichen Wasserlöse).                                                       |
|  | Weingarten       | 13 Einwohner   | |
|  | Wiesengiech      | 641 Einwohner  | 1978 eingegliedert (zusammen mit Straßgiech als Giech)                                                                                                |
|  | Windischletten   | 251 Einwohner  | 1978 eingemeindet |
|  | Würgau           | 345 Einwohner  | 1978 eingemeindet Direkt am Ortsausgang beginnt der Würgauer Berg, der jahrzehntelang als deutsche Bergrennstrecke bekannt war.                       |
|  | Zeckendorf       | 235 Einwohner  | 1978 eingemeindet Zeckendorf hatte, wie der Nachbarort Demmelsdorf, eine starke jüdische Gemeinde.                                                    |

(Einwohnerzahlen vom 30. März 2022)

## Geschichte

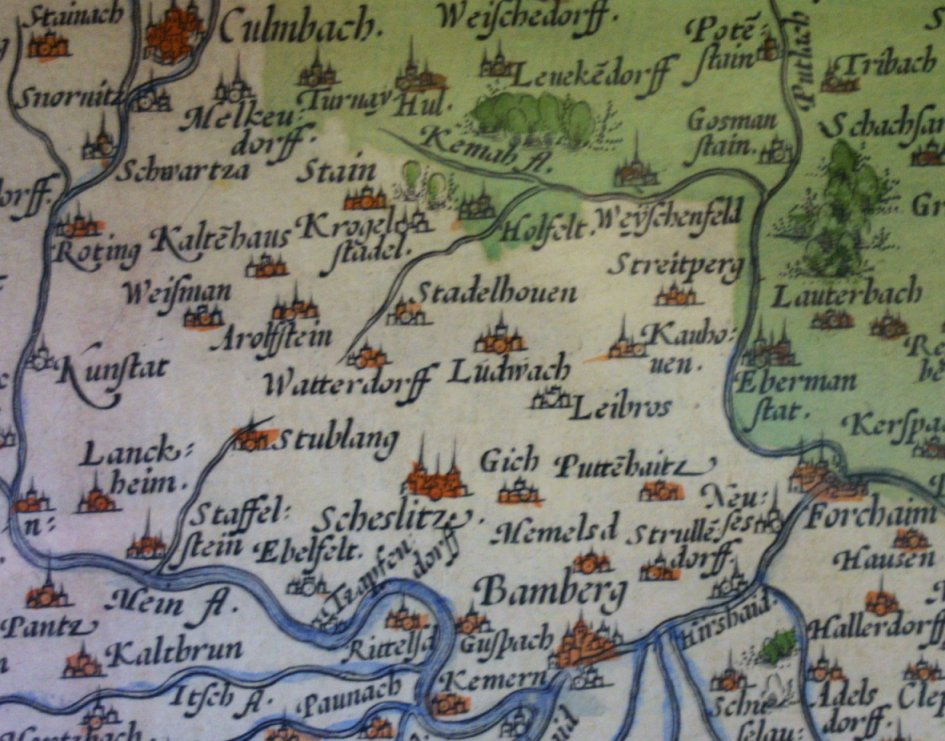
Ausschnitt aus einer Karte Frankens aus Theatrum Orbis Terrarum mit Scheßlitz, Ende 16. Jahrhundert, orientiert nach Osten

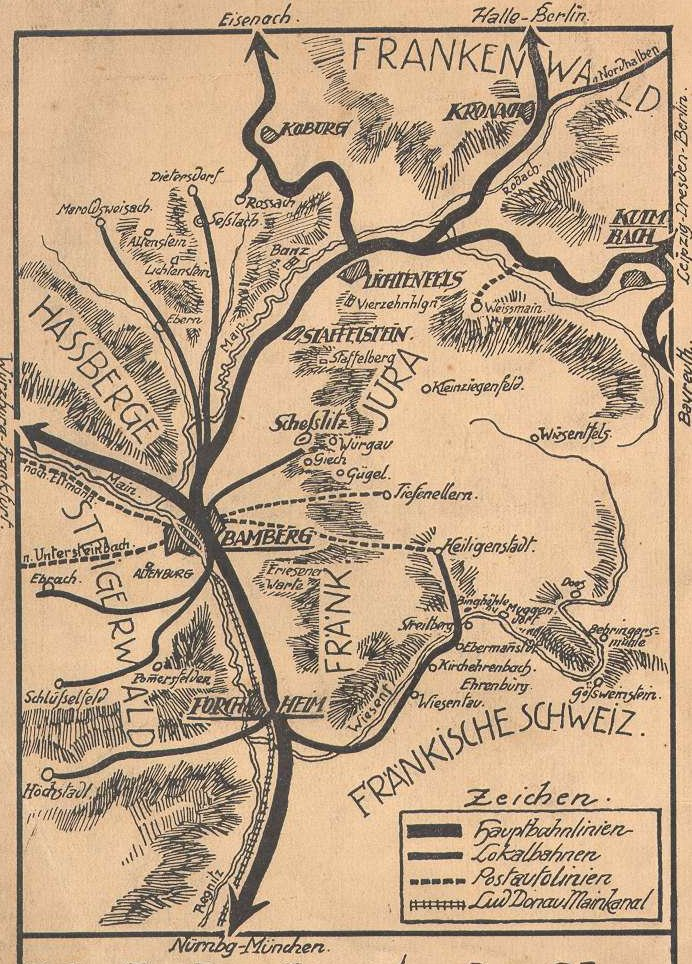
Verkehrskarte aus dem Jahr 1912

### Bis zur Gemeindegründung
Eine erste urkundliche Erwähnung von Scheßlitz im sogenannten Diedenhofener Kapitular Karls des Großen von 805 ist fraglich. Scheßlitz gehört aber dennoch zu den ältesten Siedlungen im weiten Umkreis und besitzt seit 1230 Stadtrechte.
Bandkeramische Relikte in der Kohlstatt weisen auf Siedlungen um 2500 v. Chr. hin. Der Reisberg bei Burgellern trug eine völkerwanderungszeitliche Befestigungsanlage.
Konkrete Hinweise auf die Geschichte der Stadt lassen sich aus dem Codex Eberhardi entnehmen, in dem verzeichnet ist, dass ein Graf Bernhard und dessen Frau Ratbirg um das Jahr 800 ihre Besitzungen auf der Gemarkung der heutigen Stadt Scheßlitz an das Kloster Fulda vermachten. Diesen Hinweis griff die Stadt auf und beging im Jahr 2005 ihr 1200. Stadtjubiläum.
Als gesicherter Nachweis für das Bestehen einer Pfarrei Scheßlitz gilt die Unterzeichnung eines Protokolls über die Bamberger Synode 1059 durch Arnold de Sieslice.
Bedeutung gewann der Ort durch die Aktivitäten der Andechs-Meranier, die im Jahr 1178 zu Herzögen aufgestiegen waren. 1230 wurde eine befestigte Burg Herzog Ottos VIII. von Andechs-Meranien in der civitas Scheßlitz erwähnt. Scheßlitz ist damit die älteste Stadt im Landkreis Bamberg. Nach dem Aussterben der männlichen Linie der Andechs-Meranier 1248 entbrannte ein jahrelanger Erbstreit, an dessen Ende Scheßlitz 1260 an Friedrich I. von Truhendingen fiel. Die Grafen von Truhendingen verstrickten sich zwischen Ende des 13. und Ende des 14. Jahrhunderts immer wieder in kostspielige Fehden, was schließlich zur Verpfändung an den Bamberger Fürstbischof Lamprecht von Brunn und letztlich 1390 zum endgültigen Erwerb der Stadt und der Grafschaft Giech durch das Hochstift Bamberg führte. Lamprecht von Brunn erwies sich als Glücksfall für Scheßlitz. Nach den Jahren des Niedergangs unter den verarmten Grafen von Truhendingen stärkte der neue Herrscher die Stadt, indem er 1395 das Elisabethenspital stiftete und ihr erweiterte Marktrechte und Fischereirechte am Main zusprach. Die Fischangel aus dem Wappen des Bischofs im Stadtwappen erinnert an dessen Wirken.
Nachdem seit dem Meranischen Erbschaftsstreit Friede geherrscht hatte, fielen um 1390 die Hussiten ins Land und brannten einige Häuser in der Stadt nieder. Es bestand damals zwar bereits eine Stadtmauer, doch es wird vermutet, dass sie aus Holz bestand und kein hinreichendes Hindernis darstellte.
Der Bauernkrieg von 1525 schien im Scheßlitzer Land zunächst glimpflich abzulaufen. Die aufständischen Bauern konnten im Mai in Verhandlungen mit dem Fürstbischof Weigand von Redwitz Zugeständnisse bei der Zehntbemessung erreichen. Dieser Gnadenerlass war jedoch hinfällig, nachdem die Bauern die Giechburg gestürmt und verwüstet hatten, sich letztlich aber doch geschlagen geben mussten. Der Fürstbischof strafte die Aufrührer und legte der Stadt immense Kosten für den Wiederaufbau der Burg auf.
Während des Dreißigjährigen Krieges brannten 1633 die Schweden vor allem die untere Stadt und einige vorgelagerte Ansiedlungen nieder. Straßennamen wie Kohlstatt und Brand weisen auf diese Zerstörungen hin.
Die Stadt Scheßlitz war Obervogtamt des Hochstifts Bamberg. Seit dem Reichsdeputationshauptschluss von 1803 gehört der Ort wie weite Teile Frankens zu Bayern (Siehe auch Geschichte Frankens).

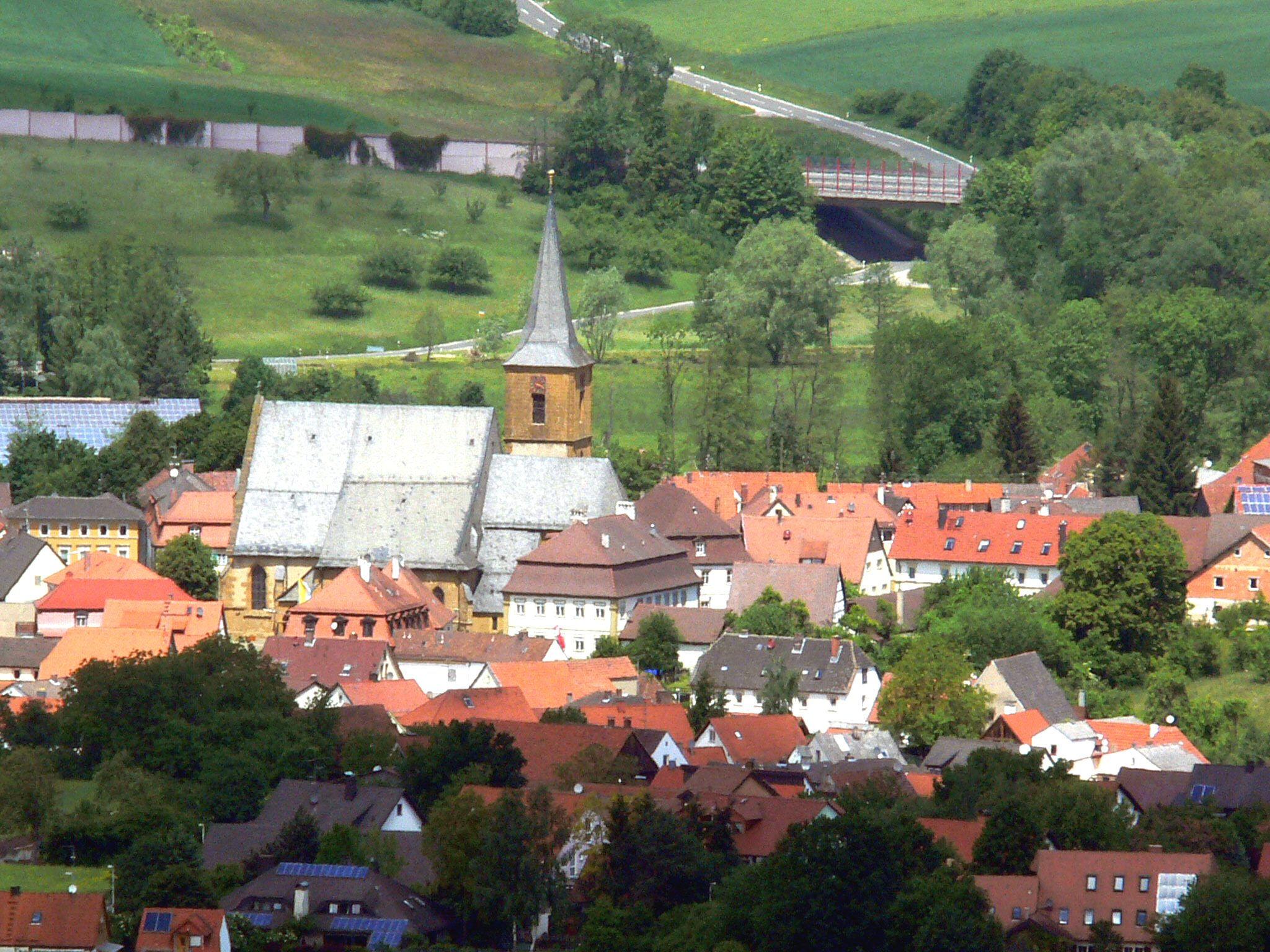
Ortsbild von der Giechburg aus

### Jüdische Familien
Vor allem in den heutigen Gemeindeteilen Scheßlitz, Demmelsdorf und Zeckendorf waren seit jeher jüdische Familien ansässig, die zeitweilig mit sechzig Prozent die Mehrheit der Bevölkerung bildeten. Sie wurden durch die antisemitische NS-Gewaltherrschaft in die Emigration getrieben oder in der Shoa umgebracht. Seit 1991 erinnert ein Gedenkstein an der Staatsstraße zwischen Demmelsdorf und Zeckendorf an 44 namentlich genannte jüdische Opfer. Am 14. Oktober 2024 wurden Stolpersteine zur Erinnerung an die Opfer des Nationalsozialismus verlegt. Eine weitere Stolpersteinverlegung ist für den 16. Oktober 2025 geplant.

### Zitate aus alten Reiseführern
In Merians Topographia Franconiae wird Scheßlitz folgendermaßen charakterisiert:

„Zwo Meilen von Bamberg und selbigem Stifft gehörig / nahend Ebelsfeld / Arolfsstain / Kaltenhauß / Stain / Krogelstadel und Waterdorff gelegen / ein Städtlein / Ampt und Schloß / so seinen besondern Namen hat. An. 1395. hat Bischoff Lamprecht zu Bamberg das Spital allhie gestifftet und gebauet / wie in der kleinen Bambergischen Calender-Chronic stehet.“

In seinem Reiseführer über Bamberg und Umgebung aus der Zeit um das Jahr 1912 beschreibt der Verfasser Dietrich Amende auch die Stadt Scheßlitz:

„Ursprünglich eine slavische Besiedlung, wird Scheßlitz bereits 805 geschichtlich genannt und schon 1062 als ‚Oppidum‘ (Städtchen) bezeichnet. Heute ist das malerische Städtchen mit seinen vortrefflichen Gastwirtschaften ein beliebter Ausflugsort der Bamberger, Nürnberger und Coburger. Sehenswert ist die Pfarrkirche, eine gotische Hallenkirche mit interessanten Grabsteinen von 1360, 1569 und 1570, die 1780 erbaute Hospital-Kirche mit dem 1739 74 erbauten Pfründnergebäude, das im Giebelfeld ein schönes Relief von dem Bamberger Bildhauer Gollwitzer zeigt, das Dillig’sche Haus mit prächtigen Holzschnitzereien von 1612, das Kriegerdenkmal etc. Auf dem Friedhof befindet sich eine hervorragend schönes Steinbild der hl. Jungfrau von 1450, aus der St. Martinskirche zu Bamberg stammend.“

### Zitat aus Pierers Universal-Lexikon
„Scheßlitz, 1) Landgericht im baierischen Kreise Oberfranken, 4,6 QM.; 15,000 Ew.; 2) Hauptstadt darin an der Scheßlitz, welche links in den Main fließt; Sitz des Landgerichts, Hospital, Obstbau u. Obsthandel, Holzhandel, Pottaschesiederei, Brauerei; 1200 Ew.“

### Eingemeindungen
Im Zuge der Gebietsreform in Bayern wurden am 1. April 1971 Straßgiech und Wiesengiech zur Gemeinde Giech zusammengeschlossen. Am 1. Januar 1972 wurden Dörrnwasserlos und Roschlaub in die Gemeinde Stübig eingegliedert, Burglesau folgte am 1. Januar 1974. Am 1. Juli 1972 wurde Burgellern nach Scheßlitz eingegliedert. Am 1. Mai 1978 wurden die Gemeinden Demmelsdorf, Ehrl, Giech, Ludwag, Neudorf bei Scheßlitz, Peulendorf, Schweisdorf, Stübig, Weichenwasserlos, Windischletten, Würgau und Zeckendorf sowie Teile der aufgelösten Gemeinde Hohenhäusling eingegliedert.
Am 1. Januar 1989 wurden die unbewohnten und weitgehend bewaldeten gemeindefreien Gebiete Burgholz mit 200,14 ha und Grumbach mit 329,96 ha vollständig aufgelöst und in die Gemeinde Scheßlitz eingegliedert.

### Einwohnerentwicklung
Im Zeitraum von 1988 bis 2018 wuchs die Stadt von 6613 auf 7259 um 646 Einwohner bzw. um 9,8 %.
Jeweils am Tag der Volkszählung (1961 und 1970), am 30. Juni (2005) am 31. Dezember (1995 und ab 2010) hatte Scheßlitz folgende Einwohnerzahlen.
| Jahr      | 1961 | 1970 | 1991 | 1995 | 2005 | 2010 | 2015 | 2023 |
| --------- | ---- | ---- | ---- | ---- | ---- | ---- | ---- | ---- |
| Einwohner | 6318 | 6630 | 6873 | 6963 | 7167 | 7079 | 7176 | 7344 |

## Religion
Laut Zensus am 9. Mai 2011 sind 83,4 % der Einwohner römisch-katholisch und 7,5 % evangelisch-lutherisch. 9,1 % haben eine andere Religion oder sind konfessionslos.

## Politik

### Bürgermeister
Erster Bürgermeister der Stadt Scheßlitz ist seit 2014 Roland Kauper (CSU), der mit 63,02 % der Stimmen gewählt und 2020 bei zwei Gegenkandidaten mit 57,06 % der Stimmen im Amt bestätigt wurde. Bereits seit 1991 fungierte er als Zweiter Bürgermeister. Sein Vorgänger war seit 1984 Franz Zenk (CSU), der zuletzt 2008 mit 83,57 % der Stimmen wiedergewählt wurde.

### Stadtratswahlen
Die Stadtratswahlen der Jahre 2002, 2008, 2014 und 2020 hatten folgendes Ergebnis:
| Partei                                          | 2002    | 2008    | 2014    | 2020    |
| ----------------------------------------------- | ------- | ------- | ------- | ------- |
| CSU                                             | 9 Sitze | 8 Sitze | 8 Sitze | 6 Sitze |
| SPD                                             | 3 Sitze | 2 Sitze | 2 Sitze | 1 Sitz  |
| Freie Liste                                     | 3 Sitze | 2 Sitze | 2 Sitze | 2 Sitze |
| Christliche Wählergemeinschaft Scheßlitz-Umland | 2 Sitze | 5 Sitze | 4 Sitze | 4 Sitze |
| Vereinigte Junge Wähler                         | 2 Sitze | 2 Sitze | 2 Sitze | 2 Sitze |
| Interessengemeinschaft Giech                    | 1 Sitz  | 1 Sitz  | 1 Sitz  | 1 Sitz  |
| Bündnis 90/Die Grünen                           | n. a.   | n. a.   | 1 Sitz  | 2 Sitze |
| AfD                                             |         |         | n. a.   | 1 Sitz  |
| Junge Ideen Scheßlitz und Umgebung              |         |         |         | 1 Sitz  |

### Wappen
| | Blasonierung: „Über einer durchgehenden silbernen Zinnenmauer gespalten von Gold und Silber; vorne ein mit einer silbernen Schrägleiste überdeckter, rot bewehrter schwarzer Löwe, hinten eine aufrechte rote Fischangel.“ |
| Wappenbegründung: Der Löwe erinnert an das Hochstift Bamberg. Seit dem 16. Jahrhundert erscheint die Spaltlinie. Die Angelrute stammt aus dem Familienwappen des Bamberger Bischofs Lamprecht von Brunn. Die Mauer stellt die Stadtbefestigung dar. | |

## Bauwerke
|  | Die Giechburg liegt in einiger Entfernung auf dem westlichen Ende einer felsigen Jurakuppe in Spornlage weithin sichtbar über dem Tal. |
|  | Die Wallfahrtskirche Gügel erhebt sich in der Nähe der Giechburg auf einem weiteren Berg über waldreiches Gebiet. |
|  | Das historische Ortsbild mit seinen zahlreichen Bürgerhäusern an der Hauptstraße vermittelt den Eindruck einer Straße des 18. oder 19. Jahrhunderts. |
|  | Das ehemalige Zunfthaus der Brauer zeichnet sich durch reiche Fachwerkschnitzereien und einen großen Erker aus. Es beherbergt heute unter dem Namen Dillighaus ein Restaurant. Gebaut wurde das Haus 1692 von Jörg Hofmann aus Zeil am Main und kam 1847 in den Besitz der Familie Dillig. Diese war nicht sehr begütert und besaß ursprünglich ein Grundstück, das gerade zwei Ziegen ernährte. |
|  | Das barocke Elisabethen-Hospital ist ein Bau von Johann Jakob Michael Küchel aus den Jahren 1766/1767 mit plastischen Arbeiten an der Fassade von F. M. Mutschelle. Es wurde im Jahr 1395 vom Bamberger Bischof Lamprecht von Brunn gegründet, um den Unterhalt Armer, Kranker und Gebrechlicher zu sichern. Ferner lag dem Bischof wohl daran, die kurz zuvor erworbene Stadt ans Hochstift Bamberg zu binden. |
|  | Die katholische Pfarrkirche St. Kilian besitzt einen Chor mit einer durch Streben gegliederten Staffelhalle. Sie wurde um das Jahr 1400 begonnen und im 15. Jahrhundert um das Langhaus erweitert, wobei eine Friedhofskapelle als Beichtkapelle einbezogen wurde. 1571 wurde der spitzhelmige Turm aufgesetzt. An der Nordseite der Kirche befindet sich eine Ölbergszene aus dem 17. Jahrhundert. Die Ausstattung im Inneren stammt aus dem 18. Jahrhundert, unter anderem der Hochaltar aus dem Jahr 1787, der bereits klassizistische Anklänge zeigt. Prunkstück der Kirche ist die im Stil des Rokoko dekorierte Kanzel. |

## Wirtschaft und Infrastruktur

### Verkehr

#### Straßenverkehr

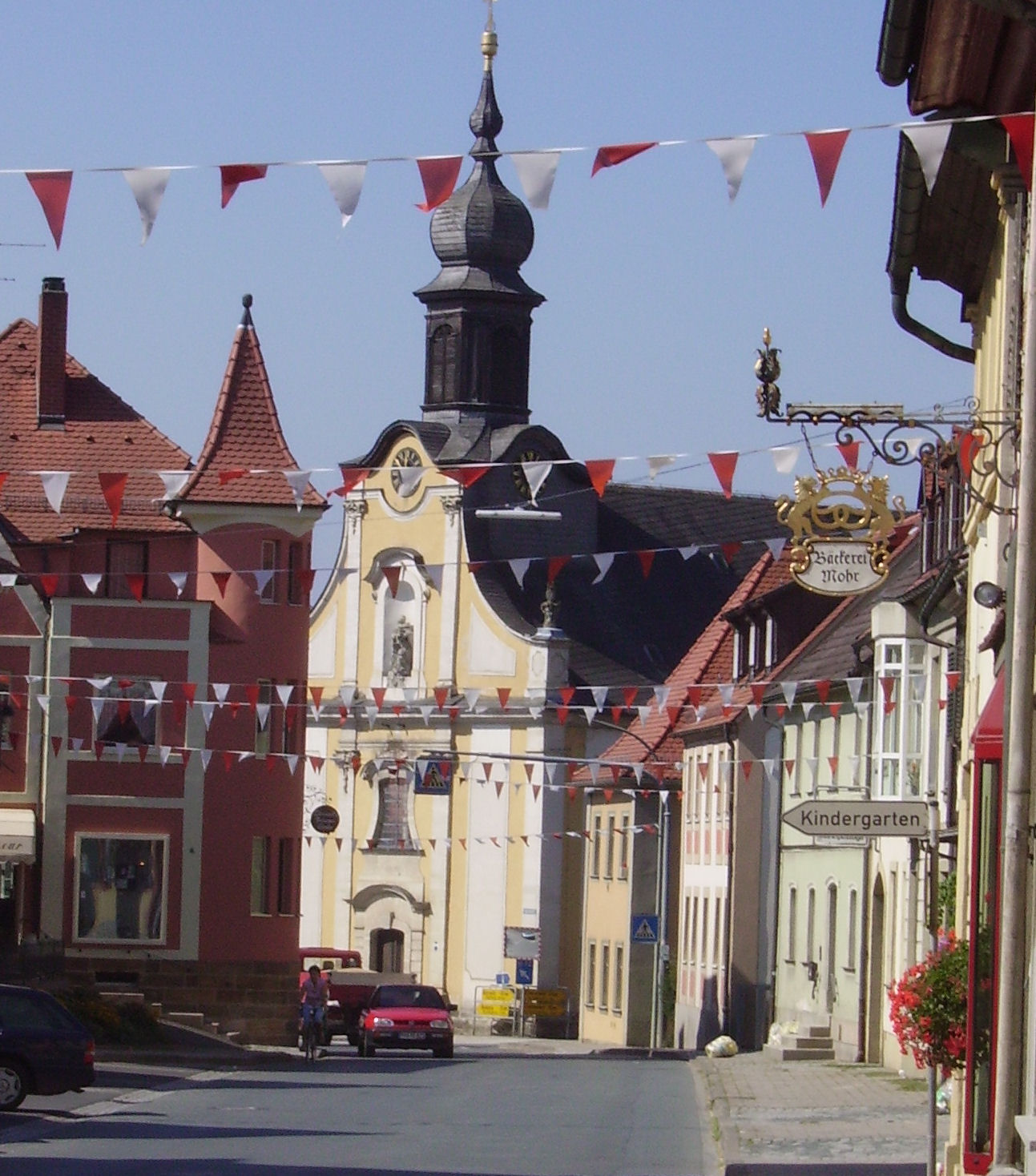
B 22 in Scheßlitz

Scheßlitz liegt direkt an der Bundesstraße 22, der ehemaligen Reichsstraße Rottendorf–Weiden, die von Rottendorf bei Würzburg nach Cham in der Oberpfalz führt.
Außerdem hat die Stadt in unmittelbarer Nähe eine Anbindung an die Bundesautobahn 70, die von Bamberg nach Bayreuth führt.

#### Schienenverkehr
Die einstige Bahnstrecke Bamberg–Scheßlitz, das sogenannte Schääzer Bockerla (schriftdeutsch: Scheßlitzer Böcklein) wurde am 31. Mai 1985 stillgelegt. Heute wird der Bahndamm meist als Radweg genutzt oder ist durch das Autobahnkreuz Bamberg der A 70/A 73 überbaut.
Eine vorgesehene Zugverbindung zwischen Scheßlitz und Hollfeld wurde im Jahr 1906 nach umfangreichen Vorarbeiten wieder eingestellt, da beide Orte aus politischen Gründen das Projekt scheitern ließen. Der Grund waren aber nicht die hohen Baukosten (2 Millionen Mark), sondern dass beide Städte den Status einer Endstation behaupteten.
Die vier diskutierten Varianten, eine Bahnlinie auf den Fränkischen Jura zu führen, waren:
1. über Würgau und Königsfeld (Baukosten 1,89 Millionen Mark)
2. durch das Burglesauer Tal über Steinfeld und Königsfeld (2,125 Millionen Mark)
3. von Memmelsdorf über Litzendorf, Tiefenellern und Königsfeld (2,170 Millionen Mark)
4. von Gundelsheim über Melkendorf, Herzogenreuth und Königsfeld (Baukosten 2,77 Millionen Mark)

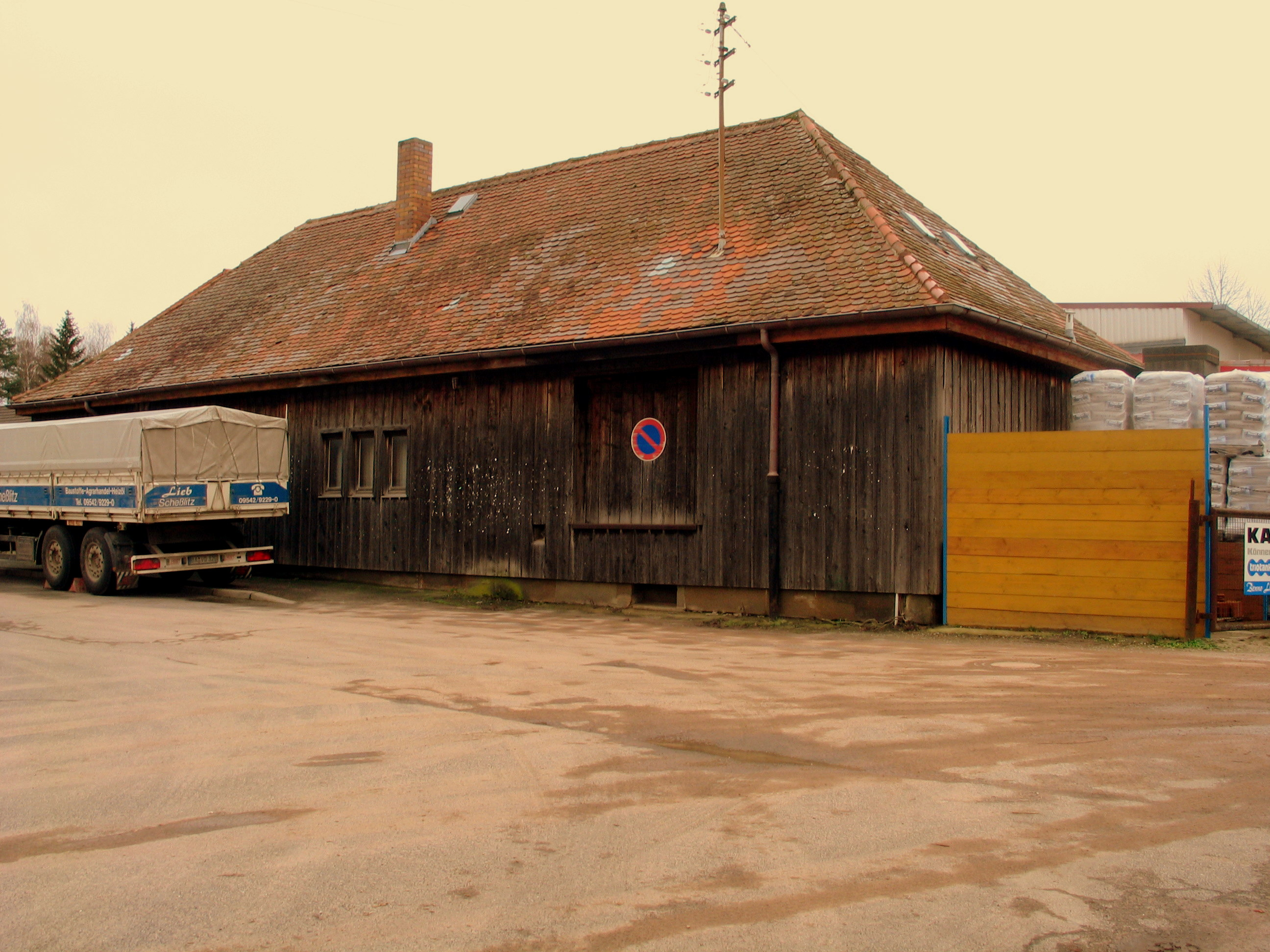
Bahnhof Scheßlitz (2007)

Die von den Planern bevorzugte Linie wäre von Scheßlitz in Richtung Würgau verlaufen und hätte dann nach links am Schlappenreuther Berg in den Jura hochgeführt. Durch das Burglesauer Tal wäre die Bahn dann über Gräfenhäusling nach Steinfeld gelangt, um schließlich durch die Täler von Wiesent und Aufseß über Königsfeld die Stadt Hollfeld zu erreichen.
Bei Demmelsdorf wurde bereits eine Schneise durch das Würgauer Herrnholz geschlagen und ein neuer Kanalhafen diskutiert, um Erze aus dem Juragebirge umschlagen zu können.
Nach 1918 wurden die Bemühungen zum Bau der Jurabahn zwar wieder aufgenommen, doch 1920 gab das Reichsverkehrsministerium bekannt, dass angesichts der schlechten Wirtschaftslage vom Bau neuer Bahnstrecken zunächst abgesehen werden müsse. Im Jahr 1930 wurde eine Postbuslinie von Bamberg über Scheßlitz und Hollfeld nach Bayreuth eröffnet.

#### Wanderwege
Durch Scheßlitz verläuft der Fränkische Marienweg.

### Ansässige Unternehmen
Nach dem Zweiten Weltkrieg siedelten sich in Scheßlitz verschiedene Firmen an:
- VDM (Vereinigte Deutsche Metallwerke), dann Cebal, danach Alcan (Kunststofftuben), anschließend Rio Tinto Alcan, nun Albéa Deutschland
- Milchhof Albert (Frischli-Produkte)
- BI-log(e-Logistik)

Insgesamt bietet Scheßlitz Arbeitsplätze für etwa 2000 Personen.

#### Brauereien
Im Stadtgebiet gibt es drei Brauereien: Die Brauerei Drei Kronen in Scheßlitz, die Brauerei Hoh in Köttensdorf und die Brauerei Hartmann in Würgau.
Eine der ältesten Brauereien der Welt, die Zoiglstube Drei Kronen von 1308 in Straßgiech, braut das Bier in Schnaid im Landkreis Forchheim, das in der Gaststätte getrunken werden kann.
Die Schmitt-Bräu (Oberend 19) wurde 2001 nach 154 Jahren Brautätigkeit stillgelegt.  Seit 2024 werden das Keller-Pils und das Helle wieder in der, von Andreas Schmitt in Eigenregie erbauten Brauanlage, im eigenen Haus gebraut.
Die Brauerei Barth-Senger in Scheßlitz stellte den Braubetrieb 2012 ein.
Bis in die 1990er Jahre produzierte die Brauerei Ellertal in Stübig.

#### Windpark Neudorf

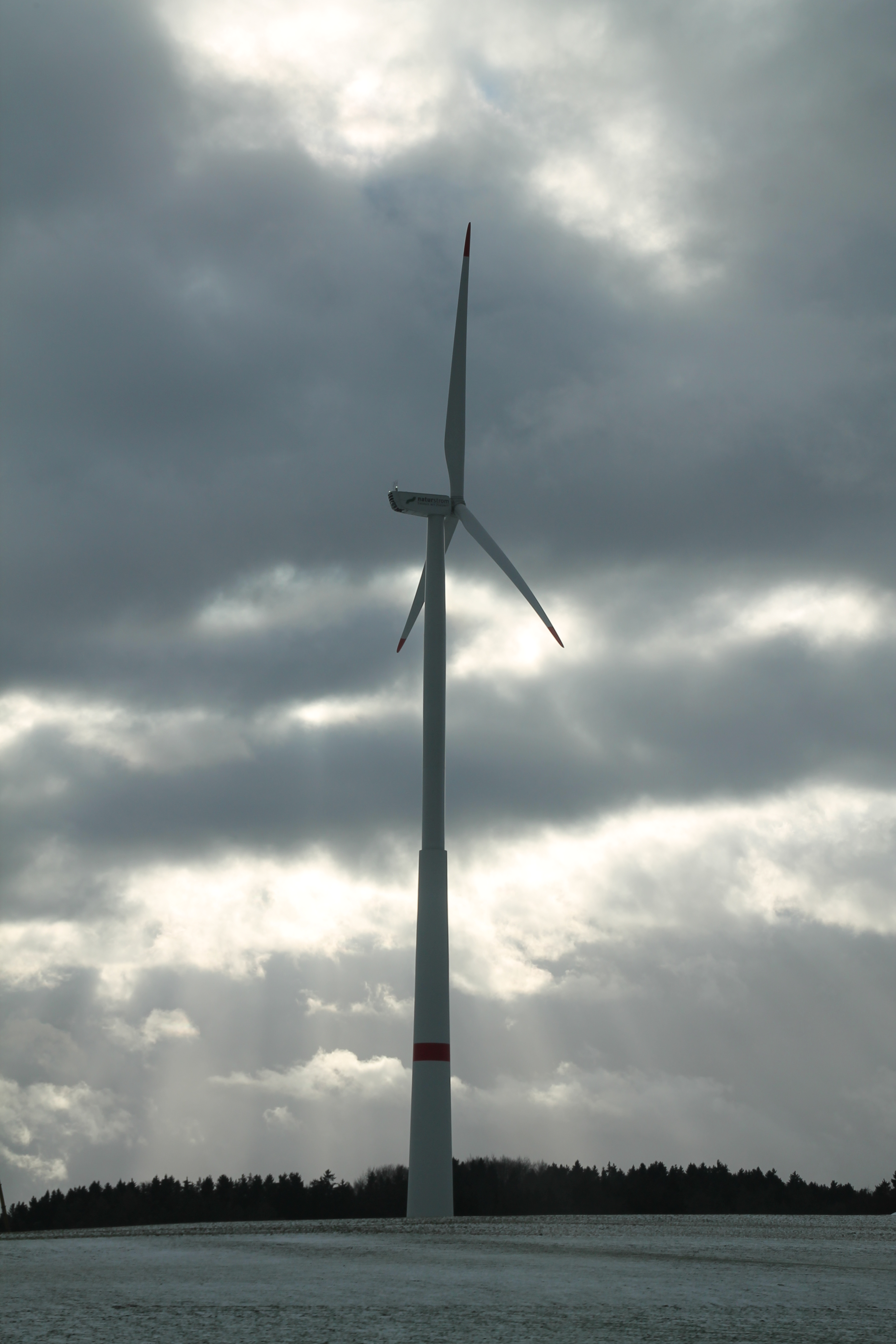
Eine der drei Windkraftanlagen des Windparks Neudorf mit Turm in Hybridbauweise

Der 2011 errichtete Windpark Neudorf befindet sich rund einen halben Kilometer östlich von Neudorf (Lage) und besteht aus drei Windkraftanlagen des Typs Nordex N100/2500. Eine Turbine steht auf dem Gebiet der Gemeinde Königsfeld. Die Anlagen verfügen über eine Nennleistung von jeweils 2500 kW, einen Rotordurchmesser von 100 Metern und sind auf einem 140 Meter hohen Hybridturm platziert, der bis zu einer Höhe von 85 Metern aus Beton sowie einem darauf aufgesetzten 55 Meter langen Stahlrohrstück besteht. Mit einer Gesamthöhe von 190 Metern zählen sie damit zu den derzeit höchsten Windkraftanlagen in Bayern. Für das Fundament wurden pro Turm 660 m³ Beton mit 80 t Stahl-Bewehrung, für jeden Turm 760 m³ Beton mit 60 t Stahl-Bewehrung verwendet. Betrieben wird der Windpark von der Düsseldorfer Firma Naturstrom AG. Die Ertragsprognose liegt nach Angabe des Betreibers bei einer elektrischen Arbeit von rund 13,5 Millionen kWh pro Jahr, was dem Jahresverbrauch von etwa 4500 Haushalten entspricht.

#### Windpark Würgau
In der Gemarkung von Würgau befindet sich der Windpark Würgau, der aus zwei Windkraftanlagen des Typs Vestas V112-3.0MW besteht. Die Anlagen verfügen über eine Nennleistung von jeweils 3000 kW, eine Nabenhöhe von 140 Metern und einen Rotordurchmesser von 112 Metern, sind insgesamt also 196 Meter hoch. Laut dem Betreiber, der Erlanger Stadtwerke, sollen sie pro Jahr 11,5 Millionen kWh elektrischen Strom erzeugen.

### Öffentliche Einrichtungen
- Dienststelle des Amtes für Ernährung, Landwirtschaft und Forsten Bamberg

### Freiwillige Feuerwehren
Folgende Ortschaften haben eine eigene Freiwillige Feuerwehr: Burgellern-Schlappenreuth, Burglesau, Demmelsdorf, Dörrnwasserlos, Ehrl, Kübelstein, Ludwag, Neudorf, Peulendorf, Roschlaub-Pausdorf, Scheßlitz, Schweisdorf, Straßgiech, Stübig, Weichenwasserlos/Roßdach, Wiesengiech/Starkenschwind, Windischletten, Würgau und Zeckendorf

## Persönlichkeiten

### Ehrenbürger
- Matthäus Kirchner (1826–1912), deutscher Missionar in Afrika und Mitglied des Deutschen Reichstags

### Söhne und Töchter der Stadt
Nach Geburtsjahr geordnet
- Hans Zeis († um 1599), Schuhmacher und Ratsherr in Scheßlitz; hinterließ ein Hausbuch (Mittelalter), das in zwei verschiedenen Ausgaben vorliegt
- Johann Georg Engelhard (1747–1827), Präsident der Ständeversammlung des Großherzogtums Frankfurt
- Friedrich Carl Burkart (1805–1862), Mitglied der Frankfurter Nationalversammlung
- Stephan Molitor (1806–1873), Journalist und Pionier der deutschen Presse in Cincinnati
- Franz von Rinecker (1811–1883), Arzt
- Andreas Freytag (1818–1905), Reichstags- und Landtagsabgeordneter (Zentrum)
- Karl von Stengel (1840–1930), in Peulendorf geborener Richter, Rechtswissenschaftler und Hochschullehrer
- David Bankier (1947–2010), israelischer Historiker
- Peter Oppelt (* 1966), Gynäkologe in Linz
- Holger Dremel (* 1972), Landtagsabgeordneter (CSU)
- Carola Jung (* 1975), Journalistin, Fernseh- und Radiomoderatorin
- Markus Feulner (* 1982), Profifußballer